# ويلسون سبورتينغ غودز
ويلسون سبورتينغ غودز (بالإنجليزية: Wilson Sporting Goods)‏ هي شركة أمريكية مصنعة للمعدات الرياضية، تأسس في عام 1913 ويقع مقرها الرئيسي في مدينة شيكاغو، إلينوي.